# 332 Siri
332 Siri eller A896 BA är en asteroid i huvudbältet, som upptäcktes 19 mars 1892 av den tyske astronomen Max Wolf. Ursprunget till namnet är okänt.
Asteroiden har en diameter på ungefär 40 kilometer.